# 金巴亞
金巴亞是哥倫比亞的城鎮，位於該國西部，由金迪奧省負責管轄，距離首府亞美尼亞城20公里，始建於1914年，面積126.69平方公里，海拔高度1,425米，2005年人口32,928。
4°38′N 75°45′W / 4.633°N 75.750°W